# Šimon Mičuda
Šimon Mičuda (* 28. ledna 2004, Ilava) je slovenský fotbalový obránce a mládežnický reprezentant, hráč Liptovského Mikuláše.

## Klubová kariéra
Rodák z Ilavy začal s fotbalem v Dubnici nad Váhom, ze které se v roce 2016 natrvalo přesunul do Trenčína.

### AS Trenčín
V zimě 2021 okusil ještě jako dorostenec přípravu prvního mužstva. V listopadu téhož roku podepsal první profesionální smlouvu, po které se přesunul do A-týmu. První šanci v nejvyšší slovenské soutěži mu dal trenér Zimen, premiérový start zaznamenal dne 30. července 2022 při prohře 2:0 se Skalicí, když v 62. minutě střídal Samuela Kozlovského.

### MFK Dukla Banská Bystrica (hostování)
Dne 19. července 2023 odešel na roční hostování do banskobystrické Dukly, avšak odehrál pouze 2 ligové zápasy a v zimě se opět vracel na západ Slovenska.

### MŠK Púchov (hostování)
V lednu 2024 šel na půlroční hostovaní do Púchova, kde se opět setkal s koučem Zimenem. Zde startoval ve všech 13 zápasech, než se vrátil do Trenčína.

### FC Zbrojovka Brno
V červnu 2024 podepsal kontrakt ve Zbrojovce. První ligový zápas v dresu Brňanů odehrál dne 31. července 2024 proti Chrudimi, odehrál druhý poločas. V pohárovém utkání proti Frenštátu vstřelil otáčející branku na stav 1:2 a pomohl tak k postupu do dalšího kola. Ve Zbrojovce nastoupil celkem do 14 zápasů, z toho dva v třetiligové rezervě. V prosinci 2024 s ním rozvázali smlouvu a stal se z něho volný hráč.

### SFC Opava
Po úspěšných testech v Opavě podepsal dne 9. února 2025 dvouletou smlouvu. Za Opavu poprvé nastoupil 1. března proti Varnsdorfu. Celkem v opavských barvách nastoupil do 9 utkání, z toho tři v divizní rezervě.

### MFK Tatran Liptovský Mikuláš
V červenci 2025 odešel zpět do rodného Slovenska, v nové sezoně bude oblékat dres Liptovského Mikuláše.

## Reprezentační kariéra
Mičuda je taktéž slovenským mládežnickým reprezentantem, první starty zaznamenal v kategorii U16, v zápase proti Srbsku.